# Општина Фламанзи (Ботошани)
Фламанзи (рум. Flãmânzi) општина је у Румунији у округу Ботошани.
Oпштина се налази на надморској висини од 96 m.